# Mistrzostwa Azji we Wspinaczce Sportowej 2016
Mistrzostwa Azji we Wspinaczce Sportowej 2016 – 24. edycja Mistrzostw Azji we wspinaczce sportowej, która odbyła się w dniach 3–6 sierpnia 2016 w chińskim Duyun.
Podczas zawodów wspinaczkowych zawodnicy i zawodniczki rywalizowali w 8 konkurencjach. Ponownie rozegrano konkurencję wspinaczka na czas zespołowo w sztafecie. Sztafety we wspinaczce na czas liczyły po trzech wspinaczy/czek, oraz dodatkowo był wskazany jeden zawodnik rezerwowy.

## Konkurencje
Mężczyźni
- bouldering, prowadzenie oraz wspinaczka na czas indywidualnie i zespołowo w sztafecie,

Kobiety
- bouldering, prowadzenie oraz wspinaczka na czas indywidualnie i zespołowo w sztafecie.

## Medaliści
| Konkurencja                    | Złoto                                                     | Srebro                                                  | Brąz                                                     |
| ------------------------------ | --------------------------------------------------------- | ------------------------------------------------------- | -------------------------------------------------------- |
| Mężczyźni                      |                                                           |                                                         |                                                          |
| bouldering.                    | Japonia · Yoshiyuki Ogata                                 | Japonia · Tomoa Narasaki                                | Korea Południowa · Chon Jong-won                         |
| prowadzenie.                   | Japonia · Keiichiro Korenaga                              | Chiny · Pan Yufei                                       | Japonia · Taito Nakagami                                 |
| wsp. na czas.                  | Indonezja · Ashari Fajri                                  | Indonezja · Tonny Mamiri                                | Chiny · Ou Zhiyong                                       |
| sztafeta – wspinaczka na czas. | Chiny · Lin Penghui · Ou Zhiyong · Zhong Qixin            | Indonezja · Ashari Fajri · Aspar Jaelolo · Tonny Mamiri | Chiny · Bianba Zhaxi · Li Guangdong · Li Guangfeng       |
| Kobiety                        |                                                           |                                                         |                                                          |
| bouldering.                    | Japonia · Akiyo Noguchi                                   | Japonia · Aya Onoe                                      | Chińskie Tajpej · Lee Hung-ying                          |
| prowadzenie.                   | Japonia · Akiyo Noguchi                                   | Chiny · Renqing Lamu                                    | Korea Południowa · Kim Ja-in                             |
| wsp. na czas.                  | Chiny · He Cuilian                                        | Indonezja · Mudji Mulyani                               | Indonezja · Tita Supita                                  |
| sztafeta – wspinaczka na czas. | Indonezja · Mudji Mulyani · Tita Supita · Santy Wellyanti | Chiny · He Cuilian · Pubu Zhuoma · Renqing Lamu         | Iran · Farnaz Esmaeilzadeh · Elnaz Rekabi · Sima Soltani |

## Klasyfikacja medalowa
* Gospodarz zawodów został zaznaczony tym kolorem.
|                   |                   |   |   |   |    |  |  |  |  |
| 1                 | Japonia           | 4 | 2 | 1 | 7  |  |  |  |  |
| 2                 | Chiny *           | 2 | 3 | 2 | 7  |  |  |  |  |
| 3                 | Indonezja         | 2 | 3 | 1 | 6  |  |  |  |  |
| 4                 | Korea Południowa  | 0 | 0 | 2 | 2  |  |  |  |  |
| 5                 | Chińskie Tajpej   | 0 | 0 | 1 | 1  |  |  |  |  |
| 5                 | Iran              | 0 | 0 | 1 | 1  |  |  |  |  |
| Ogółem (6 państw) | Ogółem (6 państw) | 8 | 8 | 8 | 24 |  |  |  |  |

Źródła: